# Patriarchal-Exarchat Jerusalem und Amman
Das Patriarchal-Exarchat Jerusalem und Amman ist ein in den Palästinensischen Autonomiegebieten, Israel und Jordanien gelegenes Patriarchal-Exarchat der armenisch-katholischen Kirche mit Sitz in Jerusalem.

## Geschichte
Am 1. Oktober 1991 wurde das Patriarchal-Exarchat Jerusalem gegründet. Im Jahr 1998 verlor er seinen Rang als Patriarchal-Exarchat und wurde zu einem Territorium abhängig vom armenisch-katholischen Patriarchen. Im Jahr 2002 wurde das Patriarchal-Exarchat restauriert und erhielt seinen heutigen Namen.

## Ordinarien

### Patriarchal-Exarchen von Jerusalem
- Pater Joseph Debs (1991–1992)[1]
- Archimandrit Joseph Rubian (1992–1995)[2]
- André Bedoglouyan ICPB (1995–1998)

### Patriarchal-Exarchen von Jerusalem und Amman
- Kévork Khazoumian (15. Oktober 2001 – 15. März 2006, dann Koadjutorerzbischof von Istanbul)
- Raphaël François Minassian ICPB (2007 – 24. Juni 2011, dann Ordinarius von Osteuropa)
- Krikor-Okosdinos Coussa (25. November 2015 – 10. Mai 2019)
- Nersès Zabbara (10. Mai 2019 – 11. September 2022)
- Nareg Naamoyan (seit 11. September 2022)

## Statistik
| Jahr | Bevölkerung | Bevölkerung | Bevölkerung | Priester     | Priester         | Priester       | Priester               | Ständige Diakone | Ordensleute  | Ordensleute      | Pfarreien |
| ---- | ----------- | ----------- | ----------- | ------------ | ---------------- | -------------- | ---------------------- | ---------------- | ------------ | ---------------- | --------- |
| Jahr | Katholiken  | Einwohner   | %           | Gesamtanzahl | Diözesanpriester | Ordenspriester | Katholiken je Priester | Ständige Diakone | Ordensbrüder | Ordensschwestern |           |
| 1998 | 280         | ?           | ?           |              |                  |                |                        |                  |              |                  | 2         |
| 2005 | 400         | ?           | ?           |              |                  |                |                        |                  |              |                  | 2         |